# Hanau-Wilhelmsbad (przystanek kolejowy)
Hanau-Wilhelmsbad – stacja kolejowa w Hanau, w kraju związkowym Hesja, w Niemczech. Znajdują się tu 2 perony.
| Hanau-Wilhelmsbad |  |            |
| Linia             |  |            |
|                   |  | Hanau West |